# Boophis xerophilus
A Boophis xerophilus a kétéltűek (Amphibia) osztályába, a békák (Anura) rendjébe és az aranybékafélék (Mantellidae) családjába tartozó faj.

## Nevének eredete
Nevét az ógörög xeros (száraz) és a philos (barát) szavakból alkották, amellyel a faj száraz elterjedési területére utaltak.

## Előfordulása
Madagaszkár endemikus faja. 100 m-es tengerszint feletti magasság alatt, száraz trópusi erdőkben honos a sziget közepének nyugati részén, valamint délen, a Berenty természetvédelmi magánterületen. 

## Megjelenése
Kis méretű békafaj. A hímek hossza 35-39 mm. Háti bőre sima, színe világosbarna szimmetrikus sötétbarna mintázattal. Hasi oldala fehér, a párzó hímek torka feketés árnyalatú. A hímeknek jó kivehető hüvelykvánkosuk, és mérsékelten nyújtható egyszeres hanghólyagjuk van.

## Természetvédelmi helyzete
Legalább egy természetvédelmi területen megtalálható (Berenty természetvédelmi terület). A fajt élőhelyének elvesztése fenyegeti a mezőgazdaság, a legeltetés, a fakitermelés, a szénégetés, élőhelyének töredezése következtében.